# Glenlochy
Glenlochy byla nevelká palírna skotské whisky v městě Fort William na úpatí masivu hory Ben Nevis (1344 m), nejvyšší ve Velké Británii.

## Historie a popis
Palírna leží v oblasti zvané Skotská vysočina (Highlands). Byla založena kolem roku 1898, ale výrobu spustila až 4. února 1901, zčásti jistě i kvůli zmatku způsobenému pádem největšího skotského blendera, Pattison's of Leith Ltd.
Zásobována byla vlastní železniční tratí, což není úplně běžné. Produkce a činnost palírny se během desetiletí různě měnila stejně jako její majitelé. Tím posledním byla od roku 1953 společnost Scottish Malt Distillers, která 31. května 1983 rozhodla o jejím uzavření. V roce 1986 byla podána žádost o demolici budov, tomu však se postavila okresní rada. V roce 1992 majetek kupuje společnost West Coast Inns, místo přebudovává na penzión The Distillery Guest House a sladovnu na byty. Budovy jsou podle skotského seznamu památek zařazeny v kategorii B.
Whisky se vyznačuje výraznou rašelinnou chutí, typickou pro destiláty západní části Skotské vysočiny. Podle nepotvrzených zpráv došlo ještě v lednu 2016 ke stočení posledních dvou sudů ročníku 1980. Jedná se o láhve označené v originálu jako 35 yo Glenlochy 1980, tedy 35letou Single Malt Scotch. V únoru 2019 byly láhve whisky Glenlochy stále dostupné ke koupi.